# Bucsje
Bucsje (horvátul: Bučje Gorjansko, 1900-ig Bučje) falu Horvátországban, Eszék-Baranya megyében. Közigazgatásilag Drenyéhez tartozik.

## Fekvése
Eszéktől légvonalban 36, közúton 45 km-re délnyugatra, Diakovártól légvonalban 18, közúton 21 km-re északnyugatra, községközpontjától légvonalban 6, közúton 10 km-re északra, Szlavónia középső részén, a Krndija-hegység északi nyúlványai alatt, a Vuka völgyében fekszik.

## Története
Horvát történészek szerint a mai Bucsje azonos a középkorban 1477-ben „Bwchye” néven említett praediummal. Csánki Dezső a középkori Valkó megyében egy Bucsjét ismer, melyet 1476-ban „Bwchye” alakban említenek, mint Atak városához tartozó birtokot,
 ezt azonban nem azonosítja a mai Bucsjével. A török hódítás előtt számos falu (Gospođinci, Brešćanovci, Dubovac, Orešanci, Tisovci, Jeskovci és Kukavičinci) lézetett a mai Bucsje környékén, ezek azonban a török megszálláskor elpusztultak. A mai települést 1730 körül pravoszláv vlachokkal telepítette be akkori földesura Bakić diakovári és boszniai püspök. 1758-ban 16 ház állt a településen.
Az első katonai felmérés térképén „Bucsie” néven található. Lipszky János 1808-ban Budán kiadott repertóriumában „Bucsje” néven szerepel. Nagy Lajos 1829-ben kiadott művében „Bucsje” néven 95 házzal, 14 katolikus és 524 ortodox vallású lakossal találjuk. A 19. században a lakosság száma lényegesen megnőtt. A század második felében szlovák családok települtek be.
A településnek 1857-ben 122, 1910-ben 269 lakosa volt. Verőce vármegye Diakovári járásának része volt. Az 1910-es népszámlálás adatai szerint lakosságának 48%-szerb, 46%-a szlovák anyanyelvű volt. Az első világháború után 1918-ban az új szerb-horvát-szlovén állam, majd később (1929-ben) Jugoszlávia része lett. 1991-től a független Horvátországhoz tartozik. 1991-ben lakosságának 45%-a horvát, 41%-a szerb, 11%-a szlovák nemzetiségű volt. 2011-ben a falunak 73 lakosa volt.

## Lakossága
| Lakosság változása | Lakosság változása | Lakosság változása | Lakosság változása | Lakosság változása | Lakosság változása | Lakosság változása | Lakosság változása | Lakosság változása | Lakosság változása | Lakosság változása | Lakosság változása | Lakosság változása | Lakosság változása | Lakosság változása | Lakosság változása |
| ------------------ | ------------------ | ------------------ | ------------------ | ------------------ | ------------------ | ------------------ | ------------------ | ------------------ | ------------------ | ------------------ | ------------------ | ------------------ | ------------------ | ------------------ | ------------------ |
| 1857               | 1869               | 1880               | 1890               | 1900               | 1910               | 1921               | 1931               | 1948               | 1953               | 1961               | 1971               | 1981               | 1991               | 2001               | 2011               |
| 122                | 145                | 154                | 177                | 247                | 269                | 278                | 295                | 278                | 283                | 242                | 195                | 146                | 122                | 98                 | 73                 |

## Nevezetességei
Pravoszláv fa haranglába.